# (812) Adele
(812) Adele és un asteroide que pertany al cinturó d'asteroides descobert en 1915 per Serguéi Ivánovich Beliavski.

## Descobriment i denominació
Adele va ser descobert per Serguéi Beliavski el 8 de setembre de 1915 des de l'observatori de Simeiz en Crimea i independentment per Max Wolf l'11 de setembre del mateix any des de l'observatori de Heidelberg-Königstuhl, Alemanya. Es va designar inicialment com 1915 XV i, posteriorment, a proposta de Max Wolf, es va nomenar per un personatge de Die Fledermaus, una òpera de Johann Strauss.

## Característiques orbitals
Adele està situat a una distància mitjana del Sol de 2,659 ua, podent allunyar-se fins a 3,103 ua. La seva inclinació orbital és 13,32° i l'excentricitat 0,167. Triga 1584 dies a completar una òrbita al voltant del Sol.

## Característiques físiques
La magnitud absoluta de Adele és 11,7 i el seu període de rotació de 5.859 hores.